# Leptocerus wanleelagi
Leptocerus wanleelagi is een schietmot uit de familie Leptoceridae. De soort komt voor in het Oriëntaals gebied.